# (5841) Stone
(5841) Stone ist ein Asteroid des inneren Hauptgürtels, der am 19. September 1982 von der US-amerikanischen Astronomin Eleanor Helin am Palomar-Observatorium (IAU-Code 675) nordöstlich von San Diego in Kalifornien entdeckt wurde.
Der Himmelskörper wurde nach dem US-amerikanischen Physiker, Planetologen und Weltraumforscher Edward C. Stone (1936–2024) benannt, der von 1991 bis 2001 Direktor des Jet Propulsion Laboratory und schon ab 1972 als Projekt-Wissenschaftler an der Voyager-Mission beteiligt war.